# Histionotus
Histionotus is een geslacht van uitgestorven straalvinnige beenvissen, behorend tot de Macrosemiïdae. Het leefde tussen het Laat-Jura en het Vroeg-Krijt (ongeveer 155 - 141 miljoen jaar geleden) en zijn fossiele overblijfselen zijn gevonden in Europa.

## Naamgeving
Het geslacht Histionotus werd in 1854 benoemd door Egerton, op basis van fossiele overblijfselen gevonden in de buurt van Swanage (Engeland) in de lagen van het Vroeg-Krijt (Berriasien). De typesoort is Histionotus angularis. De geslachtsnaam betekent 'rugzeil' in het Grieks. De soortaanduiding betekent 'hoekig' in het Latijn. Het holotype is NHMUK PV P.577.

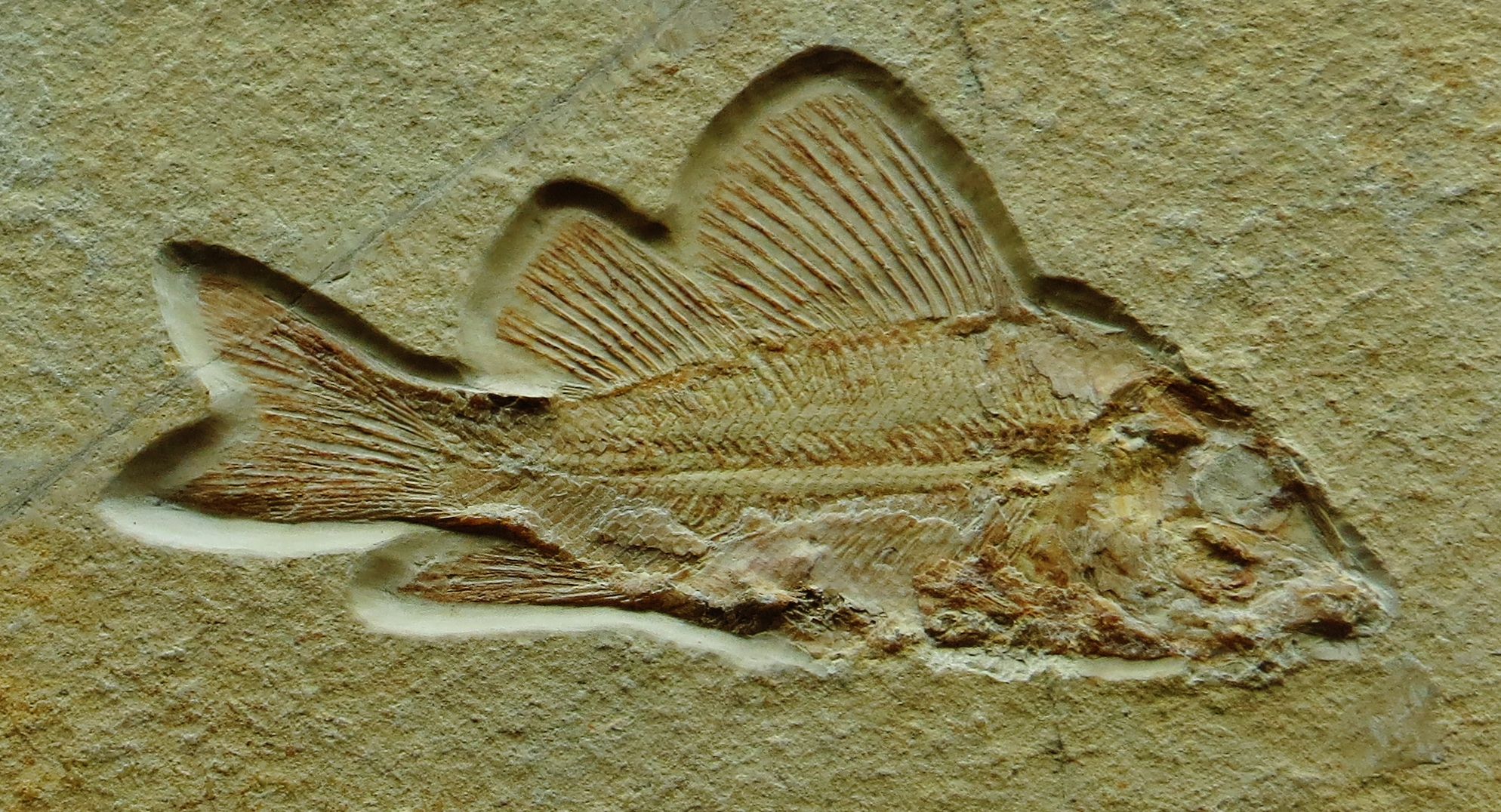
H. oberndorfi

Andere soorten die zijn toegeschreven aan dit geslacht, allemaal afkomstig uit het Laat-Jura, zijn Histionotus parvus, Histionotus reclinis en Histionotus oberndorferi (Kimmeridgien-Titonien van Duitsland, holotype BSPG AS XIX 1) en Histionotus falsani (Kimmeridgien van Frankrijk). Afgezien van de typesoort worden echter alleen de laatste twee algemeen aanvaard als geldige soorten, en het is mogelijk dat Histionotus falsani identiek was aan Histionotus oberndorferi (Ebert, 2012).

## Beschrijving
Deze vis was klein van formaat en werd meestal niet langer dan vijftien centimeter. Het bezat een vrij kort lichaam en enigszins zijdelings afgeplat. De kop was breed en had een spitse snuit die eindigde in een kleine bek met kleine scherpe tanden. Er waren twee rugvinnen: de eerste was zeilvormig, zeer hoog en puntig, terwijl de tweede onmiddellijk na het einde van de eerste begon en driehoekig was met een brede en lage basis. De staartvin was diep gevorkt, terwijl de anaalvin, de buikvinnen en de borstvinnen klein waren. De anaalvin was bijna tegenovergesteld aan de tweede rugvin. Het lichaam was bedekt met met ganoine beklede schubben, vierhoekig of geruit van vorm.

## Fylogenie
Histionotus is een vertegenwoordiger van de macrosemiïden, een groep semi-ionotiforme vissen, meestal van kleine omvang, gekenmerkt door uniek gevormde oogkassen. Binnen de groep blijkt Histionotus nauw verwant te zijn aan het geslacht Propterus. Meer recente onderzoeken (Ebert, 2012) geven aan dat dit laatste geslacht in alle opzichten identiek zou kunnen zijn aan Histionotus; in dit geval zou de naam Propterus voorrang hebben.

## Paleobiologie
Histionotus was een rif- of lagunevis en leefde in ondiepe en kalme wateren waar hij zich voedde met kleine ongewervelde dieren of algen.